# Ghita Skali
Ghita Skali (Casablanca, 1992) is een kunstenaar werkend en wonend in Amsterdam. Haar werken zijn internationaal tentoongesteld bij Palais de Tokyo, Stedelijk Museum Amsterdam, Kulte Gallery, Beirut Art Fair, Lyon Biennale, Het Nieuwe Instituut en Castlefield Gallery. Van 2018 tot 2020 was Skali deelnemer aan De Ateliers in Amsterdam.
In september 2020 verzorgde Skali een opstelling in De Ateliers door een gat in de houten vloer van de directeurskamer te zagen, waarna het zogenaamde 'autoriteitshout' naar Marokko werd gebracht om aan een volk te schenken dat zijn leefgebied was kwijtgeraakt. Het hout keerde niet terug naar Amsterdam, als reactie op de stroom van Afrikaanse kunstobjecten naar Europa. Zij maakte over de reis van de houten planken de film The Hole’s Journey die in 2021 is vertoond op het International Film Festival Rotterdam en aangekocht door het Stedelijk Museum in Amsterdam.
In opdracht van het Stedelijk Museum maakte Skali in 2021 de korte film The Invaders, een remake van een Franse parodie uit de jaren '90 op de televisieserie The Invaders.
Centraal in het werk van Skali staan ironische omkering en mythevorming, waarbij ze racisme en seksisme aan de kaak stelt.

## Opleidingen
- 2018/2020: De Ateliers
- 2017: Post-graduate programma aan de École Nationale Supérieure des beaux-arts de Lyon
- 2016: National Master in Fine Arts aan de École Nationale Supérieure d'Arts à la Villa Arson
- 2014: National Fine Arts Diploma aan de École Nationale Supérieure d'Arts à la Villa Arson

## Solo tentoonstellingen
- 2020: Offspring, De Ateliers, Amsterdam
- 2019: Narrative Machines Ep2, Ete 78, Brussel
- 2018: The disappearance of the monkey's rock, Hotel Oberstadt, Mönchengladbach
- 2017: Palm Attacks: few invasive species, Fondazione Sandretto Re Rebaudengo, Turijn

## Prijzen
2020: Nominatie voor de Aware Prize voor vrouwen

## Collecties
- Stedelijk Museum Amsterdam
- Lisser Art Museum
- Fondazione Sandretto Re Rebaudengo